# Oróc
Oróc (szlovákul: Oravce) község Szlovákiában, a Besztercebányai kerületben, a Besztercebányai járásban.

## Fekvése
Besztercebányától 16 km-re délkeletre fekszik.

## Története
A település a 14. században keletkezett a véglesi váruradalom területén. 1557-ben „Orawcze” néven említik először. A 16-17. században a Palugyay család birtoka volt, később a Radvánszky családé.
A 18. század végén Vályi András így ír róla: „ORAVCZE. Tót falu Zólyom Várm. földes Ura Palugyai Uraság, lakosai katolikusok, fekszik Pojnyiknak szomszédságában, mellynek filiája, földgyének 2/3 része hegyes, sovány, legelője elég, földgyének 1/3 része termékeny, fája van tűzre, piatzozása Zólyomban.”
1828-ban 45 házában 374 lakos élt. Lakói mezőgazdasággal, állattartással, idénymunkákkal foglalkoztak.
Fényes Elek 1851-ben kiadott geográfiai szótárában így ír a faluról: „Oravcze, tót falu, Zólyom vmegyében, Csacsin mellett: 374 evang. lak. F. u. többen.”
A trianoni diktátumig területe Zólyom vármegye Besztercebányai járásához tartozott.

## Népessége
| Év:            | 1994. | 2004.    | 2014.   | 2024.   |
| -------------- | ----- | -------- | ------- | ------- |
| Emberek száma: | 137   | 178      | 183     | 185     |
| Eltérés:       |       | +29,92 % | +2,80 % | +1,09 % |

| Év:            | 2023. | 2024.   |
| -------------- | ----- | ------- |
| Emberek száma: | 182   | 185     |
| Eltérés:       |       | +1,64 % |

1910-ben 166, túlnyomórészt szlovák lakosa volt.
2001-ben 162 szlovák lakosa volt.
2011-ben 178 lakosából 174 szlovák.

## Nevezetességei
- A 19. századi népi építészet emlékei.

## Külső hivatkozások
- Községinfó
- Oróc Szlovákia térképén
- Oróc a régió honlapján
- E-obce.sk Archiválva 2007. december 18-i dátummal a Wayback Machine-ben